# Baret Montes
I Baret Montes sono una struttura geologica della superficie di Plutone.